# Angola avante!
Angola avante! («Avanti Angola!») è l'inno nazionale dell'Angola. 

## Storia
È stato scritto da Manuel Rui Alves Monteiro e composto da Rui Alberto Vieira Dias Mingas.
È stato adottato dal 1975, successivamente all'indipendenza dal Portogallo.

## Testo
| Testo ufficiale in portoghese | Testo in kikongo | Traduzione in italiano |
| --- | --- | --- |
| Ó Pátria, nunca mais esqueceremos Os heróis do quatro de Fevereiro. Ó Pátria, nós saudamos os teus filhos Tombados pela nossa Independência. 𝄆 Honramos o passado e a nossa História, Construindo no Trabalho o Homem novo. 𝄇 Coro: 𝄆 Angola, avante! Revolução, pelo Poder Popular! Pátria Unida, Liberdade, Um só povo, uma só Nação! 𝄇 Levantemos nossas vozes libertadas, Para glória dos povos Africanos, Marchemos combatentes Angolanos, Solidários com os povos oprimidos, 𝄆 Orgulhosos lutaremos pela Paz, Com as forças progressistas do mundo. 𝄇 Coro | E nsi'eto, katulendi kubavilakana ko N'nûngi mya kya n'nya kya ngond'a n'zole. E nsi, kûnda tukûndânga bana baku Bazîmbana mu diambu dya kimpwânza kyeto. 𝄆 Zitisa tuzitisânga mavioka ye kinkulu kyeto, Mu salu kyeto, tunga tutungânga muntu’a mpa. 𝄇 Chorale: 𝄆 Ngola, nda kuntwala! Nsobolo muna lendo kya n'kangu! Nsi'a vukana, (muna) kimpwanza! Nkang'umosi, n'toto mosi! 𝄇 Tutumbula ngolo ndinga zeto zayambulwa Mu dyambu dya nkangu mya Afrika. Makesa ma Ngola, diata tudiata Muna kintwadi ye nkangu mina mu kinkole. 𝄆 Yinga, mu yadisa ngemba, nwana tunwana mvita Vamosi ye ngolo zawonso za ntomosono ya nza. 𝄇 Chorale | O Patria, non dimenticheremo mai Gli eroi del quattro di febbraio. O Patria, salutiamo i tuoi figli che morirono per la nostra Indipendenza. 𝄆 Onoriamo il passato e la nostra storia Costruendo nel lavoro l'Uomo Nuovo. 𝄇 Coro: 𝄆 Angola, avanti! Rivoluzione, attraverso il Potere del Popolo! Patria Unita, Libertà, Un Popolo, una Nazione! 𝄇 Leviamo le nostre voci liberate Per la gloria dei Popoli dell'Africa. Marciamo, combattenti angolani, Solidali con i popoli oppressi. 𝄆 Orgogliosi lotteremo per la Pace Con le forze progressiste del mondo. 𝄇 Coro |